# Even Pellerud
Even Jostein Pellerud (né le 15 juillet 1953 à Brandval en Norvège) est un joueur de football norvégien qui évoluait au poste de milieu de terrain, avant de devenir ensuite entraîneur.

## Palmarès

### Palmarès d'entraîneur
Norvège féminine
| - Coupe du monde féminine (1) : - Vainqueur : 1995. - Finaliste : 1991. - Euro féminin (1) : - Vainqueur : 1993. - Finaliste : 2013. |  | - Jeux olympiques : - Bronze : Atlanta 1996. |